# 科拉特拉
科拉特拉（Koratla），是印度安得拉邦Karimnagar县的一个城镇。总人口54021（2001年）。

## 人口
该地2001年总人口54021人，其中男性27265人，女性26756人；0—6岁人口7516人，其中男3790人，女3726人；识字率60.06%，其中男性为68.69%，女性为51.27%。